# Thomas F. Duffy
Thomas Francis Duffy (* 9. November 1955 in Newark, New Jersey) ist ein US-amerikanischer Schauspieler.

## Leben
Duffy wurde in Newark in New Jersey geboren und wuchs in Woodbridge, New Jersey auf. Während er die Woodbridge High School besuchte, spielte er Fußball, Eishockey, Tennis und Leichtathletik, daneben war er aktives Mitglied der Drama und Gesangs Gruppe. An der Ohio University spielte er Fußball und Eishockey. Duffy schloss die Universität mit dem Bachelor of Fine Arts in Schauspiel ab. Er war Mitglied des Ohio 1979 MCHL Meisterschaft Hockey-Team.
Ab den 1980er Jahren spielte er kleinere Nebenrollen im Kino, beispielsweise als sadistischer Vergewaltiger in Der Mann ohne Gnade neben Charles Bronson, und war mit Gastauftritte in diversen US-amerikanischen TV-Serien oder Sitcoms zu sehen. Von 1987 bis 1997 spielte er in Zeit der Sehnsucht die Rolle des Frank Paton. Internationale Bekanntheit erlangte Duffy, als er 1997 in Vergessene Welt: Jurassic Park den Paläontologen Dr. Robert Burke verkörperte. Seitdem folgten viele weitere Engagements in Film- und Serienproduktionen.
Seine jüngste Schwester kam 1990 bei einem Verkehrsunfall ums Leben, sein Vater Peter T. Duffy verstarb 1992 ebenfalls an den Folgen eines Verkehrsunfalls. Beides geschah in Woodbridge und der Fahrer war alkoholisiert.

## Filmografie
- 1981: Wunder auf dem Eis (Miracle on Ice, Fernsehfilm)
- 1981: CHiPs (Fernsehserie, Episode 5x11)
- 1982: Today’s F.B.I. (Fernsehserie, Episode 1x12)
- 1982: Der Mann ohne Gnade (Death Wish II)
- 1982: Ein Colt für alle Fälle (The Fall Guy, Fernsehserie, Episode 1x17)
- 1982: T.J. Hooker (Fernsehserie, Episode 2x10)
- 1983: Die Sünde der Schwester (Baby Sister)
- 1984: Computer Kids (Whiz Kids, Fernsehserie, Episode 1x11)
- 1984: Fit fürs Leben (Getting Physical, Fernsehfilm)
- 1985: Space (Miniserie, Episode 1x03)
- 1985: Leben und Sterben in L.A. (To Live and Die in L.A.)
- 1985: Kommando Nr.5 (Command 5)
- 1985: Twilight Zone (Fernsehserie, Episode 1x13)
- 1986: Das durchgeknallte Polizei Revier (The Last Precinct, Fernsehserie, Pilotfolge)
- 1986: Disney-Land (Disneyland) (Fernsehserie, Episode 30x16)
- 1986: Divorce Court (Fernsehserie)
- 1987: Outlaws (Fernsehserie, Episode 1x03)
- 1987: MacGyver (Fernsehserie, Episode 2x12)
- 1987–1997: Zeit der Sehnsucht (Days of Our Lives, Fernsehserie, 15 Episoden)
- 1988: A Year in the Life (Fernsehserie, 2 Episoden)
- 1989: Harrys wundersames Strafgericht (Night Court, Fernsehserie, Episode 6x15)
- 1989: Danger Zone II – Die Rache (Danger Zone II: Reaper’s Revenge)
- 1989: Abyss – Abgrund des Todes (The Abyss)
- 1990: Die Ninja-Cops (Nasty Boys, Fernsehserie, Episode 1x12)
- 1990: Im Vorhof der Hölle (State of Grace)
- 1990: Beinahe ein Engel (Almost an Angel)
- 1991: Deadly Revenge – Das Brooklyn-Massaker (Out for Justice)
- 1991: Prisoners
- 1991: My Life and Times (Fernsehserie, Episode 1x06)
- 1991: Matlock (Fernsehserie, Episode 6x04)
- 1991: Drei Wege in den Tod (Two-Fisted Tales)
- 1992: Waterdance (The Waterdance)
- 1992: Mambo Kings (The Mambo Kings)
- 1992: Geschichten aus der Gruft (Tales from the Crypt, Fernsehserie, Episode 4x08)
- 1992: To Protect and Serve
- 1992: Shaky Ground (Fernsehserie, Episode 1x02)
- 1992–1993: In Living Color (Fernsehserie, 2 Episoden)
- 1993: Eye of the Stranger
- 1994: Picket Fences – Tatort Gartenzaun (Picket Fences, Fernsehserie, Episode 2x11)
- 1994: Wolf – Das Tier im Manne (Wolf)
- 1994: Wagons East!
- 1994: Am wilden Fluß (The River Wild)
- 1995: Rusta – Planet der Tränen (White Dwarf, Fernsehfilm)
- 1995: Chicago Hope – Endstation Hoffnung (Chicago Hope, Fernsehserie, Episode 2x01)
- 1995: Ärztinnen – Auf Leben und Tod (Nothing Lasts Forever, Fernsehfilm)
- 1996: Die Adonis-Falle (If Looks Could Kill, Fernsehfilm)
- 1996: Independence Day
- 1996: The Fan
- 1997: High Incident – Die Cops von El Camino (High Incident, Fernsehserie, Episode 2x14)
- 1997: Vergessene Welt: Jurassic Park (The Lost World: Jurassic Park)
- 1998: Das Mercury Puzzle (Mercury Rising)
- 1998: Poodle Springs (Fernsehfilm)
- 1999: New York Cops – NYPD Blue (NYPD Blue, Fernsehserie, Episode 6x09)
- 1999: Varsity Blues
- 1999: Black Devil
- 1999: Akte X – Die unheimlichen Fälle des FBI (The X-Files, Fernsehserie, Episode 6x16)
- 1999: Die glorreichen Sieben (The Magnificent Seven, Fernsehserie, Episode 2x07)
- 1999: Chicken Soup for the Soul (Fernsehserie, Episode 1x11)
- 2000: Das Todesvirus – Rettung aus dem Eis (Runaway Virus, Fernsehfilm)
- 2000: G vs E (Fernsehserie, Episode 2x10)
- 2000: Cover Me: Based on the True Life of an FBI Family (Fernsehserie, Episode 1x08)
- 2001: Family Law (Fernsehserie, 2 Episoden)
- 2002: Scorcher – Die Erde brennt (Scorcher)
- 2002: Emergency Room – Die Notaufnahme (ER, Fernsehserie, Episode 9x10)
- 2003: The Agency – Im Fadenkreuz der C.I.A. (The Agency, Fernsehserie, Episode 2x17)
- 2004: The Drone Virus – Tödliche Computerviren (The Drone Virus)
- 2005: Gone But Not Forgotten (Fernsehfilm)
- 2005: Without a Trace – Spurlos verschwunden (Without a Trace, Fernsehserie, Episode 3x20)
- 2006: The Standard
- 2006: World Trade Center
- 2009–2011: The Middle (Fernsehserie, 3 Episoden)
- 2010: Rubber
- 2010: The Candidate (Kurzfilm)
- 2010: Law & Order: LA (Fernsehserie, Episode 1x06)
- 2011: Shameless (Fernsehserie, Pilotfolge)
- 2011: Super 8
- 2011: Hawthorne (Fernsehserie, Episode 3x01)
- 2012: Franklin & Bash (Fernsehserie, Episode 2x07)
- 2013: Grey’s Anatomy (Fernsehserie, Episode 9x10)
- 2014: Louie (Fernsehserie, Episode 4x01)
- 2014: Supremacy
- 2015: Strange Men (Kurzfilm)
- 2015: Getting On – Fiese alte Knochen (Fernsehserie, Episode 3x06)
- 2017: Wisdom of the Crowd (Fernsehserie, Episode 1x03)
- 2017: Odious
- 2017: Just Within Reach